# Podkrušnohorská oblast
Podkrušnohorská oblast je geomorfologická oblast v severozápadních Čechách (Karlovarský a Ústecký kraj). Několika čtverečními kilometry Chebské pánve přesahuje i na německé území. Jde o pásmo tektonických sníženin a sopečných kopců vzniklé při tektonických pohybech ve třetihorách. Táhne se v délce asi 175 km z jihozápadu na severovýchod, od Chebu až k České Lípě. Na severozápadě je lemována prudce se zvedajícími Krušnými horami, na jihu nižšími vrchovinami a pahorkatinami, na východě pak Českou tabulí. V pánvích Podkrušnohorské oblasti se nacházejí ložiska hnědého uhlí, které se zde těží. Zejména v západní části pak četné výrony oxidu uhličitého podél zlomových linií vytvářejí minerální prameny (Františkovy Lázně, Karlovy Vary).
Větší částí oblasti protéká řeka Ohře, levostranný přítok Labe. Labe samo proráží Českým středohořím u Ústí nad Labem a jeho další přítoky (např. Bílina, Ploučnice) odvodňují severní část oblasti. Jižní část Doupovských hor patří do povodí Střely (a ta pak prostřednictvím Berounky a Vltavy opět do povodí Labe).
Díky přírodním zdrojům (lázně na jedné straně a těžba uhlí s navazujícím průmyslem na druhé) je Podkrušnohorská oblast poměrně hustě osídlena, leží zde celá řada měst: Cheb, Sokolov, Karlovy Vary, Kadaň, Chomutov, Most, Teplice, Ústí nad Labem a další. Osídlení se soustřeďuje zejména v pánvích. Hustota zalidnění Českého středohoří je o něco nižší a prakticky neobydlené zůstávají Doupovské hory, jejichž území je vojenským výcvikovým prostorem.

## Členění
Podkrušnohorská oblast se dělí na 5 celků:
- Chebská pánev
- Sokolovská pánev
- Doupovské hory (Hradiště, 934 m)
- Mostecká pánev
- České středohoří (Milešovka, 837 m)